# Мар'ян Шея
Мар'ян Генрик Шея (пол. Marian Henryk Szeja); нар. 20 серпня 1941 — 25 лютого 2015 — польський футболіст, що грав на позиції воротаря.
Виступав, зокрема, за клуб «Осер», а також національну збірну Польщі.

## Клубна кар'єра
У дорослому футболі дебютував 1960 року виступами за команду клубу Заглембє (Валбжих), в якій провів тринадцять сезонів. Протягом усього цього часу був основним голкіпером команди.
Протягом 1973—1974 років захищав кольори французького клубу «Мец».
1974 року продовжив виступи у іншому французькому клубі «Осер», за який відіграв 6 сезонів. Більшість часу, проведеного у складі «Осера», був основним голкіпером команди. У складі команди був фіналістом Кубка Франції з футболу 1979 року. Завершив професійну кар'єру футболіста виступами за команду «Осер» у 1980 році. Після завершення виступів на футбольних полях повернувся до Валбжиха, працював таксистом. Помер Мар'ян Шея 25 лютого 2015 року у Валбжиху. 

## Виступи за збірну
1965 року дебютував в офіційних матчах у складі національної збірної Польщі. Протягом кар'єри у національній команді, яка тривала 9 років, провів у формі головної команди країни лише 15 матчів.
У складі збірної був учасником Олімпійських ігор 1972 року, на яких став у складі збірної олімпійським чемпіоном.

## Особисте життя
Мар'ян Шея був одружений з 1961 року. Після повернення з Франції працював у Валбжиху таксистом. Його двоє синів, Бернард і Даріуш, також грали у складі «Заглембє» (Валбжих).

## Титули і досягнення
- Олімпійський чемпіон: 1972